# Statsbankerot
En statsbankerot er den situation, der indtræffer, når en stat ikke længere overholder sine låneforpligtelser. Det kan være, fordi staten ikke er i stand til at rejse midlerne, eller fordi den vurderer omkostningerne ved at betale renter og afdrag til at være større end fordelene.
Der er ikke nogen internationalt knæsatte regler for, hvordan et land skal gøre, når det ikke kan eller ikke ønsker at overholde sine gældsforpligtelser. Et land i denne situation har mulighed for at gå til den Internationale Valutafond (IMF) og bede om et lån, hvorefter det kan arbejde sig ud af gælden, eller det kan nægte at betale gælden, evt. beslutte kun at betale en andel af den, enten uden eller efter forhandlinger med sine kreditorer. Lande som Thailand, Korea og Indonesien har i tidens løb gjort brug af den første løsning. Lande som Rusland og Argentina har anvendt den anden løsning.
Selvom det er en politisk beslutning for et land, om det vil overholde sine gældsforpligtelser, er det ikke omkostningsfrit for et land at afvise at betale sin gæld. Det giver landet et dårligt omdømme blandt internationale investorer og medfører enten, at landet ikke vil være i stand til at låne penge fremover, eller i hvert fald skal betale en højere rente som følge af en forhøjet risikopræmie. Det er derfor forbundet med færre omkostninger for lande, der har balance eller overskud på den offentlige primære saldo, dvs. saldoen eksklusive renteindtægter og -udgifter, at gå bankerot, fordi de vil kunne klare sig uden fornyede lån. Udover forringede lånemuligheder kan der være politiske omkostninger i forhold til internationale samarbejdspartnere, hvis en stat går bankerot.
Risikoen for, at et land går statsbankerot, afhænger i høj grad af landets evne til at opkræve skatter og styre sine offentlige udgifter, og dette vil igen afhænge af en lang række faktorer, eksempelvis graden af politisk konsensus i landet, og hvor effektivt landets administration og skattesystem er.
I perioden 1800-2009 oplevede verden over 300 statsbankerotter, men fænomenet er blevet sjældnere i moderne tid. Det skyldes bl.a., at internationale institutioner som IMF og på lokalt europæisk plan EU spiller en rolle i at undgå sådanne situationer.